# Diomiro Cignaroli
Diomiro Cignaroli (Verona, 1718 – Verona, 25 gennaio 1803) è stato uno scultore italiano attivo in particolare a Verona.
Fratellastro del celebre Giambettino Cignaroli e fratello di Gian Domenico Cignaroli, entrambi pittori, nacque da Leonardo Cignaroli e da Maddalena Vicentini sua seconda moglie; dopo aver iniziato con la pittura decise di dedicarsi esclusivamente alla scultura. 
Tra le sue opere due statue per la facciata della chiesa di Santa Lucia a Verona, ora soppressa, rappresentanti la santa titolare e San Benedetto. All'interno vi erano ulteriori due sue statue collocate sull'altare maggiore in cui rappresentò San Benedetto e Santa Scolastica. Per il duomo di Verona realizzò delle sculture per la cappella del Santissimo Sacramento, mentre per la chiesa di Santa Eufemia realizzò la piccola statua di marmo di San Giuseppe con due Angioletti che adorna l'altare di San Tomaso da Villanova. Per la stessa chiesa eseguì anche due statue rappresentanti San Giovanni Battista e San Girolamo collocate entrambe sul quarto altare di sinistra. Scolpì pure il busto del papa Clemente XIII, posto sopra la porta della chiesa dei Santi Siro e Libera.
Realizzò anche molte altre opere per altre città d'Italia. Morì all'età di 85 anni lasciando due figli, avuti da Anna Maria Buttorosso, ben istruiti nella sua stessa arte, Gaetano e Leonardo.